# Єловський (вулкан)
Єловський (рос. Еловский) — згаслий щитовий вулкан  у центральній частині Камчатки. Вулкан є спорудою з кількох невеликих базальтових щитових вулканів, що перекривають один одного. Єловський розташований на сході пасма Серединного хребта.
У географічному плані вулканічна споруда має дещо витягнуту у північно-східному напрямку форму з осями 7,5×4,5 км, площею 30 км2. Об'єм виверженого матеріалу ~5 км3. Абсолютна висота - 1381 м, відносна висота складає близько 500 м. Діаметр кратера - 300 м, глибина - 30 м. Схили Єловського не еродовані та мають первинний вулканічний вигляд. Ближче до вершини кут нахилу схилів дещо збільшується, вершина є дугоподібне пасмо, північно-західний схил якого поступово переходить у схил вулкана.  Південно-східний схил вершинного пасма Єловського  круте та скелясте, в його основі розміщується невелика воронка, яка ймовірно утворилася у результаті експлозії.
Окремі лавові потоки ідентифікуються з великою складністю, що, ймовірно, пов'язано з великою рухливістю лав, яка стала причиною формування не потужних, але великих за площею лавових потоків. 
Діяльність вулкана відносять до голоценового періоду.
Названий дослідниками вулкана Н. В. Огородовим та Н. Н. Кожемякою у 1966 році за місцем розташування у верхів'ї річки Єловки. 

## Дивіться також
1. 1 2  Elovsky. Global Volcanism Program. Смітсонівський інститут. (англ.)
2. ↑  Elovsky Volcano. Volcano Live. Процитовано 16 червня 2008.
3. ↑  Леонтьев В. В., Новикова К. Леонтьев В. В., Новикова К. Топонимический словарь Северо-Востока СССР / науч. ред. Г. А. Меновщиков; ДВО АН СССР. Сев.-Вост. комплекс. НИИ. Лаб. археологии, истории и этнографии. — Магадан: Магад. кн. изд-во, 1989. — С. 138. — 456 с. — 15 000 экз. — ISBN 5-7581-0044-7.